# Punta Nera
Punta Nera lub Punta Nera de la Grivola – szczyt w Alpach Graickich, części Alp Zachodnich. Leży w północnych Włoszech w regionie Dolina Aosty. Należy do Masywu Gran Paradiso. Szczyt można zdobyć ze schroniska Rifugio Vittorio Sella (2584 m). 